# Messerschmitt Bf 109
De Messerschmitt Bf 109 was een Duits jachtvliegtuig. Het werd voor het eerst ingezet tijdens de Spaanse Burgeroorlog in 1937, en was tijdens de Tweede Wereldoorlog in gebruik bij de Duitse Luftwaffe en haar bondgenoten. Toen het vliegtuig voor het eerst ingezet werd, was het een van de meest geavanceerde vliegtuigen ter wereld. Het toestel had een monocoque constructie helemaal van metaal, een intrekbaar landingsgestel en een dichte cockpit. Met ongeveer 34.000 geproduceerde toestellen is de Bf 109 het meest geproduceerde jachtvliegtuig ooit.
De Bf 109 werd in de dertiger jaren van de vorige eeuw ontworpen door Willy Messerschmitt en Robert Lusser bij de Bayerische Flugzeugwerke. Het toestel was oorspronkelijk bedoeld als onderscheppingsvliegtuig, maar latere modellen konden ook andere taken vervullen, zoals escortejager, jachtbommenwerper, nachtjager, grondaanvalsvliegtuig of verkenningsvliegtuig.
De drie best scorende azen van de Luftwaffe van de Wehrmacht hebben allemaal in een Bf 109 gevlogen. De allerbeste Duitse aas, Erich Hartmann behaalde maar liefst 352 overwinningen aan het Oostfront tegen de Russen. De Duitse azen in de Bf 109 behaalden vele malen meer overwinningen in de veelzijdige Bf 109 dan azen uit alle andere landen. Hier dient wel rekening gehouden te worden met het feit dat de Luftwaffe geen roulatiesysteem had zoals de geallieerden waarbij piloten in shifts werkten, maar keer na keer op dezelfde dag werden uitgezonden op een missie na het aanvullen van munitie en brandstof.
De kwaliteiten van dit toestel waren te vergelijken met de Supermarine Spitfire van de Britse Royal Air Force (RAF), zijn tegenstander in onder meer de Slag om Engeland. Omdat de 109 constant verbeterd werd gedurende de Tweede Wereldoorlog, kon het vliegtuig tot het einde van de oorlog elk geallieerd vliegtuig aan. Vandaar dat het toestel gerespecteerd en bewonderd werd door de Asmogendheden én de Geallieerden in de Tweede Wereldoorlog.

## Ontwerp en ontwikkeling

### Oorsprong
Na de Eerste Wereldoorlog was de Duitse oorlogsindustrie en economie bijna helemaal ontmanteld door de overwinnaars. De enige vliegtuigen die de Duitse luchtmacht voor de Bf 109 had, de Arado Ar 64 en Heinkel He 51, waren hopeloos verouderd en eigenlijk meer geschikt voor de Eerste Wereldoorlog.
In 1933 deed het Reichsluftfahrtministerium (RLM - het Duitse luchtvaartministerie) onderzoek naar nieuwe typen vliegtuigen die geschikt waren voor luchtgevechten in de toekomst. Het RLM bedacht 4 nieuwe typen vliegtuigen die nodig waren:
- Rüstungsflugzeug I, een middelzware bommenwerper met twee bemanningsleden,
- Rüstungsflugzeug II, een tactische bommenwerper,
- Rüstungsflugzeug III, een jachtvliegtuig met 1 bemanningslid,
- Rüstungsflugzeug IV, een zwaar jachtvliegtuig met 2 bemanningsleden.

Rüstungsflugzeug III zou uiteindelijk de Bf 109 worden. De RLM wilde een jachtvliegtuig met een minimale topsnelheid van 400 km/h op 6.000 meter hoogte. Het vliegtuig moest dit 20 minuten vol kunnen houden, in een totale vluchtduur van 90 minuten. Het vliegtuig moest een dienstplafond hebben van 10.000 meter, en bewapend zijn met drie 7.9 mm-mitrailleurs of een 20 millimeter-kanon.

### Prototypen

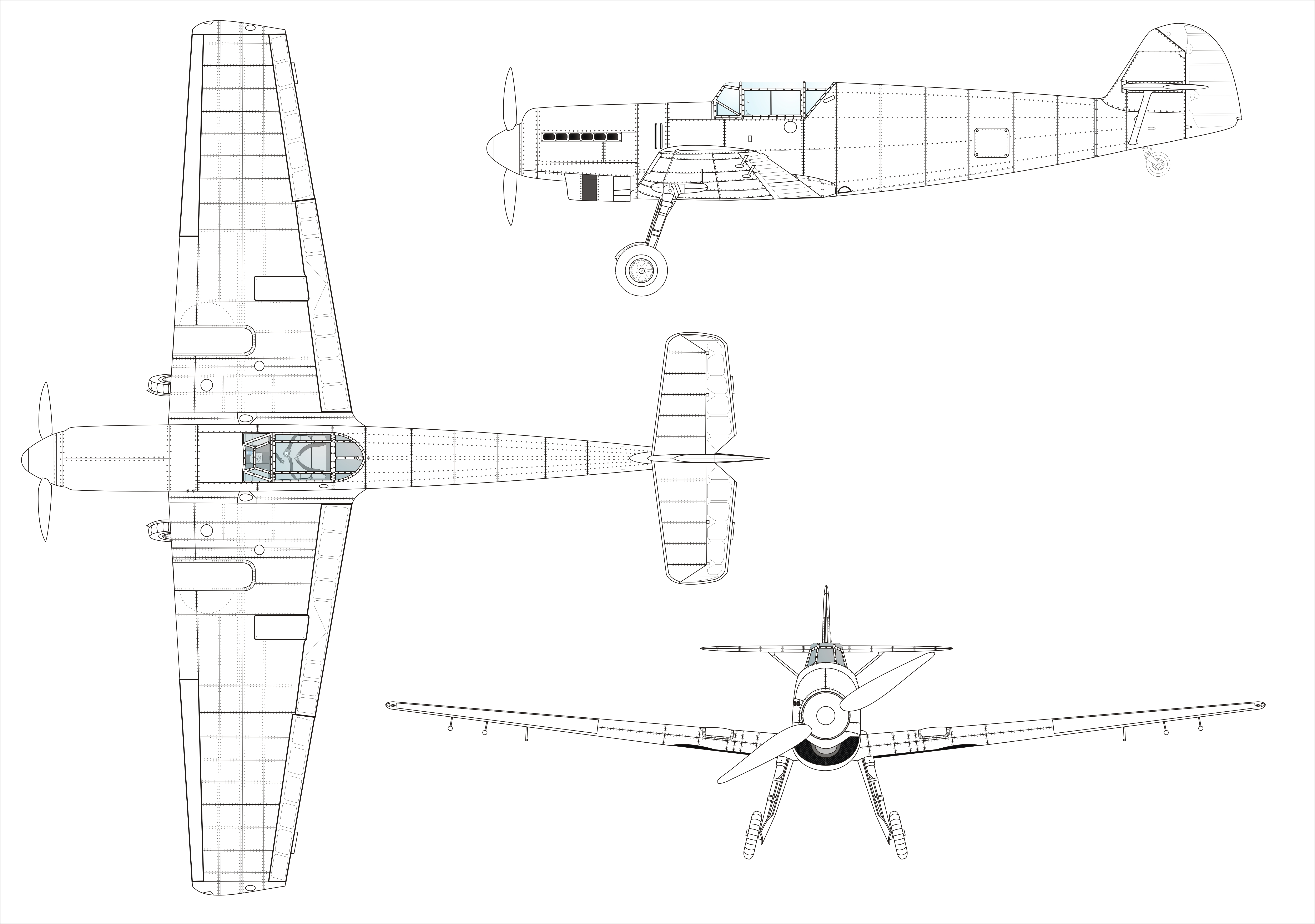
Messerschmitt Bf 109 V1

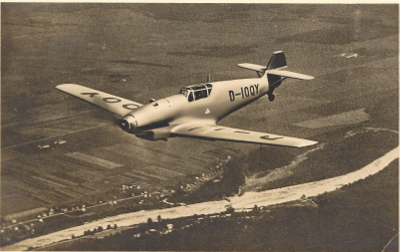
Prototype V3

Het ontwerp van het toestel wordt toegekend aan Willy Messerschmitt en Robert Lusser, die werkten bij de Bayerische Flugzeugwerke (BFW). De nieuwe Messerschmitt werd gebaseerd op de Messerschmitt Bf 108, die door de firma ontwikkeld was als sport- en tourvliegtuig. Het type bleek zeer goed en verbrak enkele records op de lange afstand.
Bij de Bf 109 zou gefocust worden op dezelfde goede aspecten als de 108, de metalen monocoque structuur, de dichte cockpit en het intrekbare landingsgestel. Naast deze eigenschappen was het doel een zo sterk mogelijke motor in een zo klein mogelijk frame te krijgen. De keuze viel aanvankelijk op de Junkers Jumo 210A, die 610 paardenkracht kon leveren. Een minder populaire optie was de Daimler-Benz DB 600. Beide motoren waren echter nog niet beschikbaar, dus kreeg het eerste prototype van de Bf 109 een Rolls-Royce Kestrel VI. De eerste vlucht vond plaats op 28 mei 1935. Het tweede prototype kreeg de bedoelde Junkers-motor, en het ontwerp bleek uitstekend. Hans-Dietrich "Bubi" Knoetzsch testte het vliegtuig gedurende de zomer van 1935. Verscheidene prototypen werden gebouwd en naar Berlijn gestuurd om door de Luftwaffe geïnspecteerd te worden.
Terwijl Messerschmitt werkte aan het prototype, maakten andere grote namen zoals Heinkel (met de He 112 V4), Focke-Wulf (met de Fw 159 V3), en Arado (met de Ar 80 V3) ook hun eigen prototypes. De kansen waren klein dat Messerschmitt de competitie zou verslaan, ook omdat het hoofd van de RLM, Erhard Milch, Messerschmitt niet mocht. De ontwerpen van Focke-Wulf en Arado bleken in 1935 echter snel verslagen.
Messerschmitt had nog wel een strijd met de Heinkel He 112, omdat die verkozen werd door de RLM tegen het relatief onbekende Messerschmitt. De Heinkel 112 liep echter langzaam achter op Messerschmitt, zowel in normale vlucht als in klim. De RLM koos in 1936 voor het ontwerp van Messerschmitt, nadat het vernomen had dat in Engeland de Supermarine Spitfire aangenomen was.
In 1937 begon officieel de productie van de nieuwe ‘Bf 109’. Het jaar ervoor waren een paar prototypen van het vliegtuig zelfs al naar Spanje gestuurd om getest te worden tijdens de Spaanse Burgeroorlog. De Bf 109 zou een typisch voorbeeld worden van Messerschmitts manier van ontwerpen, dat de nadruk legde op eenvoud en een gemakkelijk onderhoud. Het vliegtuig was licht, en had weinig luchtweerstand. Een oorzaak daarvan was dat oorspronkelijk 2 mitrailleurs in de neus zaten in plaats van in de vleugels.

## Varianten
De eerste 4 varianten van de Bf 109, de Bf 109 ‘Anton’, ‘Berta’, ‘Caesar’ en ‘Dora’ werden aangedreven door de relatief zwakke Junkers Jumo 210A, die 610 paardenkracht leverde. De eerste grote verbetering kwam toen de Daimler-Benz DB 601 en DB 605 geïntegreerd werden in de Bf 109. Alle varianten A t/m D waren samen goed voor 1068 toestellen.

### Bf 109A ‘Anton’
22 geproduceerde toestellen, bewapend met twee 7.9 mm-mitrailleurs. Verdere ontwikkeling werd stilgelegd vanwege de zwakke bewapening in vergelijking tot de Britse Spitfire die net in dienst genomen werd.

### Bf 109B ‘Berta’

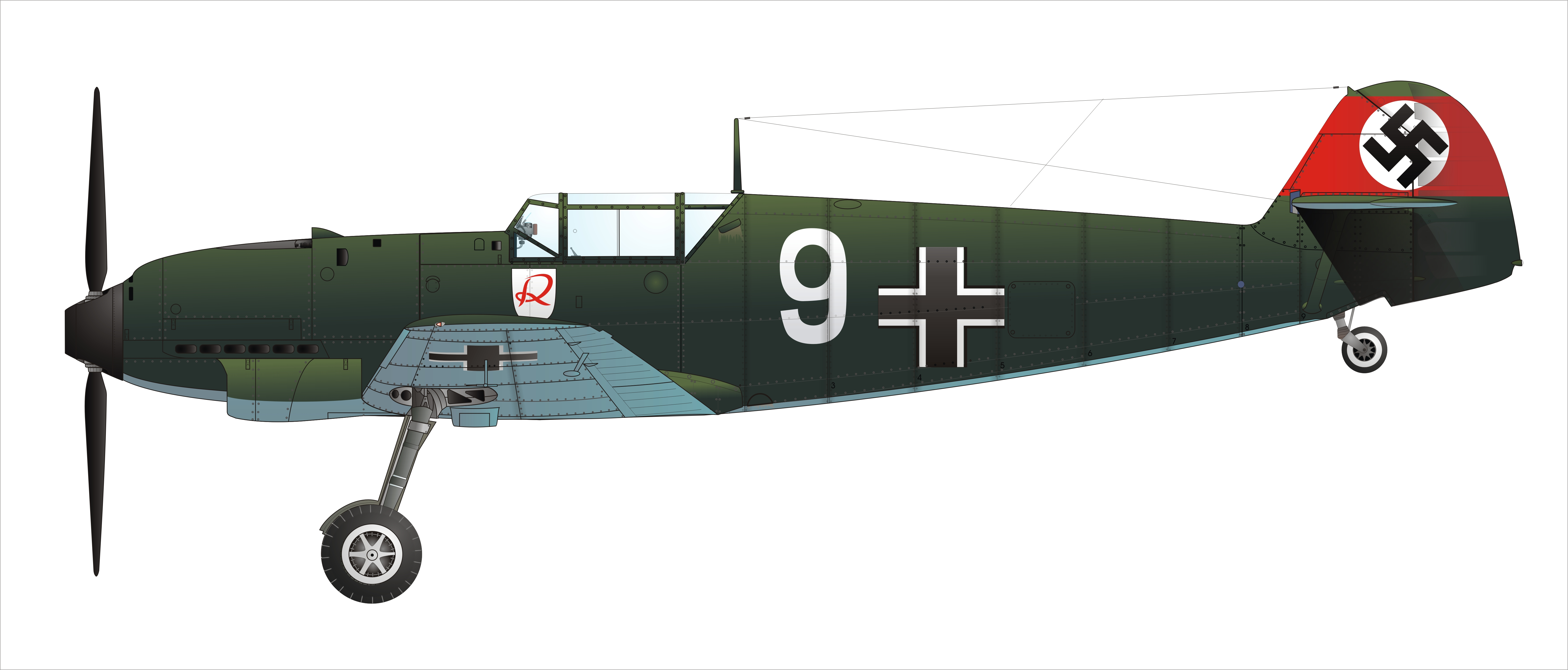
Bf 109B-2 (JG “Richthofen”)

De Messerschmitt Bf 109B zou de eerste echte productievariant worden. De eerste exemplaren uit de B-serie werden voortgestuwd door een Jumo 210-motor van 610 pk en een houten tweebladige propeller. Om de zwakke bewapening te verbeteren werd een derde 7.92 mm-mitrailleur in de schroefas aangebracht. Het wapen was echter zeer storingsgevoelig en werd meestal weer verwijderd. De Bf 109B was de eerste serie waarmee de Luftwaffe hun Bf 109 aan de wereld toonde. Er werd zelfs een snelheidsrecord gevestigd van 608 km/u. 
De productie kwam pas echt op gang bij de B-1-serie. 30 van deze toestellen werden geproduceerd. Het type gebruikte de 635 pk zware Jumo 210Da en tweebladige metalen propeller. 24 van deze toestellen werden naar Spanje gestuurd om in de Spaanse Burgeroorlog aan de kant van het Condor Legioen tegen de Russen te vechten. Het vliegtuig bleek veruit superieur te zijn aan de Russische Polikarpov I-15’s en Polikarpov I-16’s.
De laatste versie uit de B-serie werd de B-3. Het toestel kreeg de 670 pk zware Jumo 210G. 18 van deze toestellen zijn naar Spanje gestuurd om te worden getest.

### Bf 109C ‘Caesar’
De ervaringen uit de Spaanse burgeroorlog leidden tot de ontwikkeling van de Messerschmitt Bf 109C. Het type was nagenoeg gelijk aan de Bf 109B, maar zwaarder bewapend. Het had twee extra mitrailleurs in elke vleugel, en werd aangedreven door een Jumo 210G-motor. Over het aantal verschillende typen binnen de C-serie is veel onenigheid.
- Bf 109C-0
  - Feit is dat de voorserie, de C-0, gebaseerd is op de Bf 109V8. Het type werd ontwikkeld om kinderziekten te kunnen ontdekken in dienst.
- Bf 109C-1
  - De eerste echte productie van de C-serie was de C-1. 58 werden geproduceerd. De C-1 had als eerste een FuG-7-radio aan boord. In 1938 werden van dit type 12 naar de Spaanse burgeroorlog gestuurd.
- Bf 109C-2
  - De C-2 is niet meer naar Spanje gestuurd maar het zou bewapend worden met een vijfde 7.92 mm-machinegeweer in de holle schroefas. Het toestel is uiteindelijk niet meer geproduceerd omwille van de C-3.
- Bf 109C-3
  - Enkele exemplaren voor beproevingen gebouwd, met 20 mm kanonnen in de vleugels i.p.v. 7.92 mm-mitrailleurs. Het bleek echter niet goed te werken.
- Bf 109C-4
  - De C-4 was een C-3 waarbij de 7.92 mm-mitrailleur in de schroefas vervangen werd door een 20 mm-kanon. Het type is nooit geproduceerd.[5]

### Bf 109D ‘Dora’
Tegen de tijd dat de Daimler-Benz DB 600A met een vermogen van 960 pk klaar was, wilde men deze in productie nemen voor de Bf 109. Er kwam echter al een verbeterde versie, de DB 601. Hierdoor ontstond de Bf 109D, die eigenlijk omgebouwd was voor de DB600A, maar nog steeds een Jumo 210G had. In totaal werden slechts 13 exemplaren gebouwd. Tien ervan werden aan Zwitserland verkocht en drie aan Hongarije.
- Bf 109D-0
  - Slechts enkele exemplaren gebouwd.
- Bf 109D-1
  - Slechts enkele gebouwd, en samen met D-0 geëxporteerd. Beiden werden uitgerust met twee 7.92 mm-mitrailleurs in de neus en twee in de vleugels.
- Bf 109D-2
  - Slechts enkele gebouwd, het was een experiment voor zwaardere bewapening gevormd door twee 7.92 mm-mitrailleurs en 20 mm-kanonnen.
- Bf 109D-3
  - Hiervan zijn slechts enkele exemplaren gebouwd, ze waren vrijwel identiek aan de D-2.[5]

### Bf 109E ‘Emil’

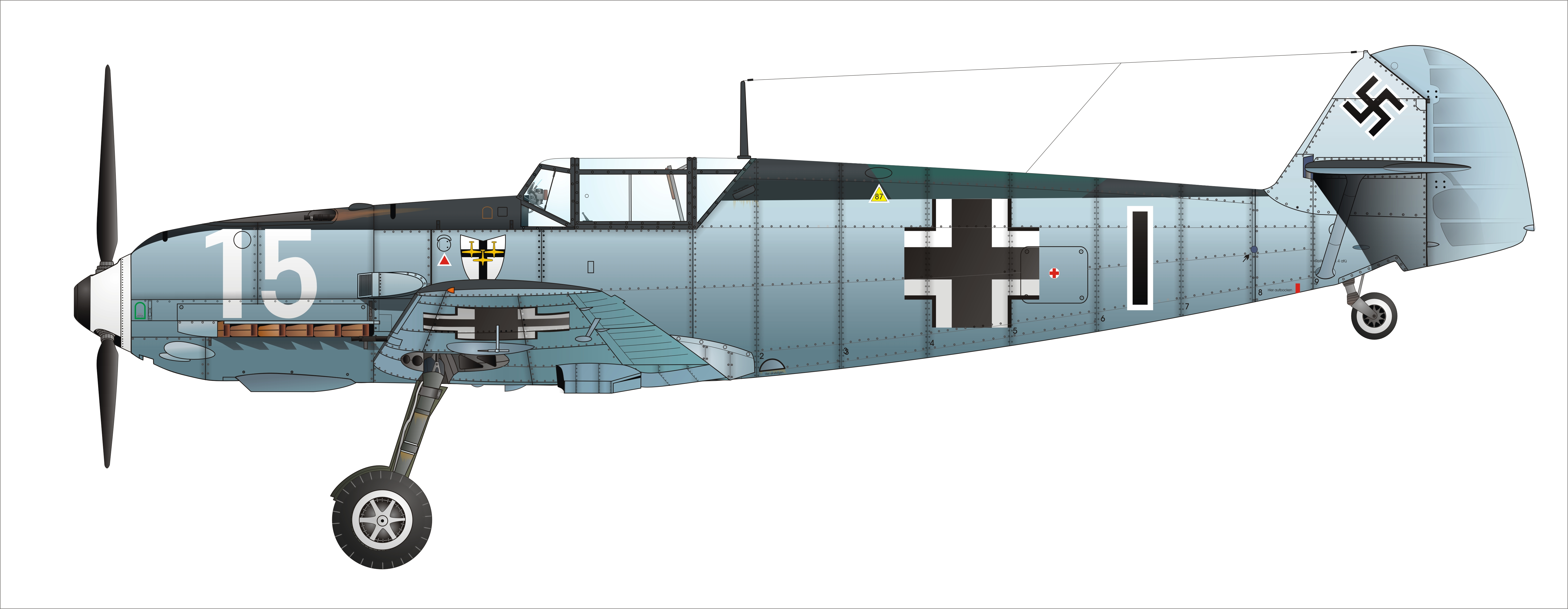
Bf 109E-3

De Bf 109E ‘Emil’ kreeg zwaardere bewapening en een grotere actieradius. Het is het eerste model Bf 109 dat echt een succes genoemd kan worden. Het eerste prototype, de Bf 109V14, vloog in de zomer van 1938. De langere, zwaardere Daimler-Benz DB 601A werd gebruikt in plaats van de zwakke Junkers Jumo 210. Ook kreeg het toestel een driebladige propeller i.p.v. een tweebladige. Het type was daardoor veel sneller, maar ook zwaarder dan eerdere uitvoeringen. De Emil had een topsnelheid van 570 km/u in plaats van 450 km/u. De Bf 109E werd nog ingezet in de laatste fase van de Spaanse Burgeroorlog, en bleef in dienst tot het in mid-1941 vervangen werd door de Bf 109F. De Bf 109E bewees zijn waarde tijdens de Blitzkrieg en het veroveren van Europa, maar ook de waarde als jachtbommenwerper. Het type bezat over het algemeen twee 7.92 mm MG 17-mitrailleurs in de neus en twee 20 mm MG-FF-kanonnen in de vleugels. Voor de rol als jachtbommenwerper kon de E-serie ook een bommenlast van vier keer 50 kg bommen of een 250-bom meenemen. Van dit type is ook een groot aantal geëxporteerd naar andere landen. In totaal zouden er 3477 vliegtuigen uit de E-serie gebouwd worden.
- Bf 109E-0
  - Dit was de voorserie. 10 toestellen werden geproduceerd met een bewapening van vier 7.92 mm-mitrailleurs. De 1100 pk zware Daimler Benz DB 601A-motor werd geïnstalleerd.
- Bf 109E-1
  - Dit type dat in februari 1939 van de band rolde, had dezelfde bewapening en motor als de E-0.

Van de Bf 109E zijn de volgende varianten bekend:
- Bf 109E-1/B
  - Een jachtbommenwerperversie van de E-1 met een maximale bommenlast van 250 kg.
- Bf 109E-2
  - Een versie waarbij twee 7.92 mm-mitrailleurs vervangen werden door 20 mm-kanonnen.
- Bf 109E-3
  - Dit was een uitvoering van Emil met de DB 601 Aa die een vermogen van 1175 pk produceerde, vier 7.92 mm-mitrailleurs en een 20 mm-kanon, een gewijzigde cockpitkap en bepantsering van de cockpit. Het type werd geïntroduceerd in 1939 en werd de meest gebouwde versie van de Bf 109E.
- Bf 109E-4
  - Deze versie was uitgerust met andere kanonnen in de vleugels. De E-4/B was een jachtbommenwerperversie die een maximale bommenlast van 250 kg kon meevoeren. De E-4/N was een E-4 met een DB 601N-motor met een vermogen van 1200 pk. De laatste versie van de E-4 was de E-4/trop, een tropenuitvoering met stoffilters en een overlevingspakket voor de Noord-Afrikaanse woestijn.
- Bf 109E-5
  - De E-5 was een verkennerversie met een RB 30/50-camera achter de cockpit. Van de E-5 bestond ook een tropische versie, de E-5/trop.
- Bf 109E-6
  - De E-6 was een uit de E-5 ontwikkelde versie met een DB 601N-motor met een vermogen van 1200 pk.
- Bf 109E-7
  - Een jachtbommenwerperversie van de E-4/N. Het toestel kon een maximale bommenlast van 250 kg vervoeren of een afwerpbare brandstoftank van 300 liter. Van de E-7 is ook de /trop-uitvoering uitgebracht. De E-7/U2 was een versie met extra bepantsering, en de E-7/Z was een versie met opgevoerde motor.

### Bf 109T ‘Träger’
Een afgeleide van de E-variant was de Bf 109T ‘Träger’. Het type moest op de twee geplande vliegdekschepen van het Duitse rijk gebruikt worden. Het toestel werd versterkt om gelanceerd te kunnen worden vanaf een schip en kreeg verlengde opvouwbare vleugels. In totaal werden 7 Bf 109T’s geproduceerd totdat de vliegdekschepen niet meer afgebouwd zouden worden.

### Bf 109F ‘Friedrich’

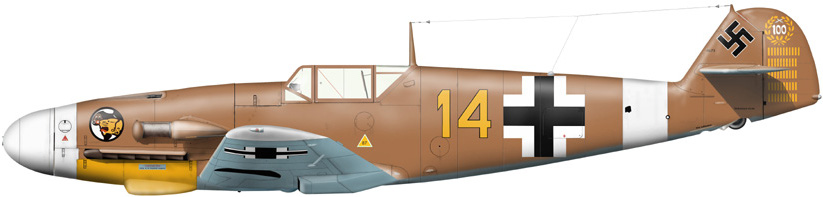
Bf109F-4/trop (tropenuitvoering)

Gedurende 1939-40 was de F-variant ontworpen. De ‘Friedrich’ kreeg nieuwe vleugels, een nieuw koelsysteem en betere aërodynamica voor het landingsgestel. In dit toestel werd vooral gefocust op goede aerodynamica, vandaar dat het toestel er al wat anders uit zag dan de voorgaande modellen. De stroomlijning was beter, de motorkap groter en de propellers waren kleiner en beter gestroomlijnd. Het type gebruikte de DB601E-motor van 1350 pk. De Bf 109F werd ook ontworpen omdat de Geallieerden steeds meer vliegtuigen kregen, die eigenlijk beter bleken te zijn dan de Bf 109E. De eerste Bf 109F reed van de band in de herfst van 1940. De Bf 109F kreeg twee mitrailleurs boven de motor, en een 15 mm-kanon vurend door de schroefas. De Friedrich had een topsnelheid van 598 km/u en had een vermogen van 1350 pk. Subtypen konden ook een afwerpbare brandstoftank onder de romp meenemen. Er waren van dit toestel veel subtypen in omloop, omdat vooral goed scorende Duitse piloten vonden dat de bewapening te zwak was. Een bijzondere uitvoering van dit type was de Bf 109Z, die bestond uit twee naast elkaar liggende F-rompen. Eind 1941 stopte de productie van de F-modellen ten behoeve van de nieuwe Bf 109G of ‘Gustav’. De Luftwaffe had daarom al snel weinig F-serie meer in dienst. Het type is wel nog tot aan het einde van de oorlog intensief gebruikt in landen als Kroatië en Italië. Van de Bf 109F ‘Friedrich’ zijn in totaal circa 2200 gebouwd.
- Bf 109F-0
  - Deze eerste productietoestellen reden in 1940 van de band. Door productieproblemen met de nieuwe DB 601E werd gekozen voor de mindere DB 601N.
- Bf 109F-1
  - De eerste Bf 109F-1 werd in maart 1941 operationeel bij Jagdgeschwadern 2 en 26, opererend boven het kanaal. De F-1 was bewapend met een 20 mm-kanon in de schroefas en twee 7.92 mm-mitrailleurs.
- Bf 109F-2
  - Bij deze versie werd het 20 mm-kanon in de schroefas vervangen door een 15 mm-kanon. Van de F-2 bestond op zijn beurt weer de F-2/B, de jachtbommenwerperversie. De F-2/Z was een jager voor op grote hoogte uitgerust met een GM-1-stikstofoxide-turbo. Van de F-2 is ook de F-2/trop uitgebracht; met stoffilters en een overlevingspakket voor in de woestijn.
- Bf 109F-3
  - Dit was de F-2 maar dan uitgerust met een DB-601E-motor met een vermogen van 1300pk. Deze versie kwam in productie vanaf begin 1942.
- Bf 109F-4 
  - Bij deze versie kreeg het toestel weer een verbeterd 20 mm-kanon in de schroefas. De F-4/B was de jachtbommenwerperversie. Het kon een maximale bommenlast van 250 kg meenemen. De F-4/trop was de tropenversie. De F-4/Z gebruikte een opgevoerde motor voor betere prestaties op grote hoogte. Ook deze bestond in tropenuitvoering.
- Bf 109F-5
  - Dit was een versie waarbij het 20 mm-kanon werd verwijderd, een camera en brandstoftank werden toegevoegd zodat het type als verkenner kon fungeren.
- Bf 109F-6
  - Dit was een tweede verkennersversie met meer camera’s en geen bewapening.
- Bf 109Z
  - Dit was een zeer speciale versie die werd gevormd door twee F-rompen aan elkaar te bevestigen.
- Bf 109F met Rüstsätze
  - Veel Luftwaffe-piloten vonden dat de Bf 109F te zwak bewapend was. Daarom werd de oplossing gevonden in de zogenaamde ‘Rüstsätze’, speciale toevoegingen die ter plekke aan het vliegtuig bevestigd konden worden. Meestal waren het gestandaardiseerde kanonnen of bommen. Door het grote aantal versies binnen de F-series en de daarbijkomende Rüstsätze ontstonden vele mogelijke variaties.  De meest gebruikte Rüstsätze bij de Bf 109F waren:

R1: Jachtbommenwerperuitrusting voor maximaal 250 kg aan bommenlast.
R2: Bommenwerperjager met twee 210 mm WGr. 21-raketwerpers.
R3: Een extra afwerpbare brandstoftank van 300 liter.
R4: Zware jageruitrusting met twee extra 30 mm MK 108-kanonnen in gondels onder de vleugels.
R6: Middelzware jager, identiek aan de R4 maar uitgerust met twee aanvullende 20 mm MG 151/20-kanonnen.

### Bf 109G ‘Gustav’

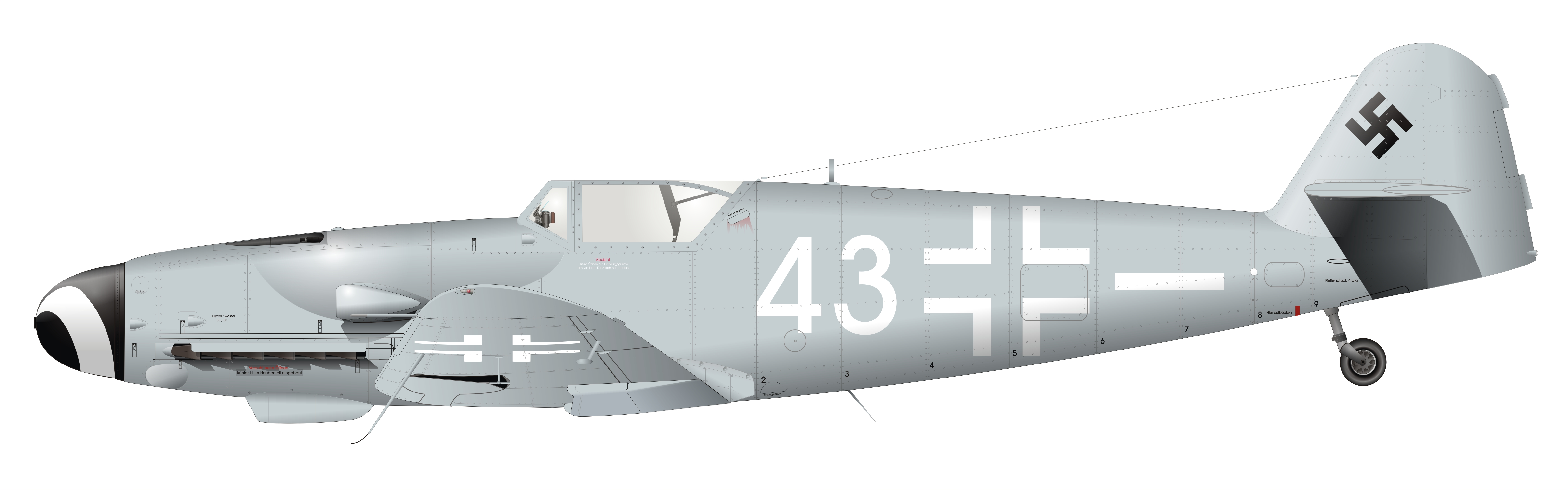
Bf 109G-10

De Messerschmitt ‘Gustav’ of Bf 109G is de meest gebouwde versie. Aan het eind van de Tweede Wereldoorlog waren wel 24.000 exemplaren gebouwd. 14.000 in 1944 alleen al. De Gustav kwam in dienst vanaf 1942. De Bf 109G is een ontwikkeling vanuit de Bf 109F, maar met de krachtigere Daimler-Benz DB 605A van 1475 paardenkracht, een drukcabine voor op grote hoogte en een verstevigd landingsgestel. De Bf 109G ‘Gustav’ zocht echt de grenzen op van het ontwerp, omdat de snelheidstoename aanzienlijk was maar het toestel steeds onhandelbaarder werd bij hoge snelheid. Het type werd ook buiten Duitsland gebouwd als export en licentiebouw. Bulgarije heeft bijvoorbeeld maar liefst 145 van dit type gebouwd. Hongarije zelfs meer dan 360. Het type kreeg twee 13 mm MG 131-mitrailleurs in de neus en een 20 mm MG 151/20-kanon dat door de schroefas schoot. Het meest geproduceerde model uit de G-serie en uiteindelijk van alle series was de G-10. Het type was bedoeld als massaproductiemodel en men koos voor een DB605D-opgevoerde motor met een vermogen van 1850 paardenkracht. Het type kreeg een 30 mm- of 20 mm-kanon en twee 13 mm-machinegeweren. De Gustav haalde een topsnelheid van 623 km/u en had een vermogen van 1475 pk. Het meest gebouwde type Bf 109 omvatte in totaal circa 24.000 toestellen.
- Bf 109G-0
  - Dit was een voorserie van 12 toestellen. De productie begon in de zomer van 1941. Deze toestellen werden uitgerust met een DB 601E-motor en dezelfde bewapening als de Bf 109F-4.

- Bf 109G-1
  - Deze versie werd uitgerust met de DB 605A-1- of DB 605B-1-motor. Het type kreeg twee 7,92 mm MG17-mitrailleurs op de neus en één 20 mm MG 151/20-kanon in de holle schroefas. Van deze toestellen is ook een G-1/trop-versie uitgebracht waarbij de 7.92 mm-mitrailleurs vervangen werden door 13 mm-mitrailleurs voor hun grotere betrouwbaarheid. Door het aanbrengen van de 13 mm-mitrailleurs ontstonden er twee bobbels op de neus van het vliegtuig, wat tot gevolg had dat het zicht van de piloot iets minder werd.

- Bf 109G-2
  - Deze versie is parallel aan de G-1 ontwikkeld maar was eerder klaar omdat deze versie geen drukcockpit had.

- Bf 109G-3
  - Gelijk aan de G-1 maar met een andere radio.

- Bf 109G-4
  - Identiek aan de G-2 maar met de radio van de G-3.

- Bf 109G-5
  - Als de G-1/trop, maar met de DB 605 AS-motor met een vermogen van 1200 pk.

- Bf 109G-6
  - Deze versie kwam vanaf de herfst van 1942 in productie. Het type bezat geen drukcabine en het 20 mm-kanon in de schroefas was vervangen door een 30 mm-kanon. De G-6 werd aangedreven door een DB-602AM-motor met een vermogen van 1475 pk.

- Bf 109G-7
  - Nooit geproduceerd

- Bf 109G-8
  - Dit was een verkennerversie van de G-6. Het type kreeg de DB 603A-1- of 603AS-motor en was slechts bewapend met één 30 mm-kanon.

- Bf 109G-10
  - Deze versie was bedoeld als massaproductiemodel. Het toestel werd gebaseerd op de G-6 maar met een DB605D-opgevoerde motor met een vermogen van 1850 pk. Vanaf het voorjaar van 1944 kwam het toestel in dienst en het was bewapend met twee 13 mm-kanonnen en een 20 mm-kanon of een 30 mm-kanon. Met 685 km/u was dit de allersnelste Bf 109.

- Bf 109G-12
  - Dit was een uit de G-1, G-5 en G-6 ontwikkelde tweepersoons trainerversie.

- Bf 109G-14
  - Vanaf 1944 zou eigenlijk het volgende model, de Bf 109K, worden geproduceerd. Het was echter nog niet klaar en tot die tijd werd de G-14 geproduceerd. Het was een ontwikkeling van de G-10 met een DB605AM-motor.

- Bf 109G-16
  - Dit was de allerlaatste ontwikkeling van de Gustav. Dit model was identiek aan de G-14 maar met een DB605D-motor.

Net als bij de Bf 109F was er bij de Gustav ook veel mogelijkheid tot het uitbreiden van het toestel met de zogenaamde Rüstsätze. De bekendste uitvoeringen waren:
/U2: Een houten staartstuk om het het toestel lichter te maken.
/U4: Een half intrekbaar staartwiel.
/N: Een FuG350 Naxos Z-radar voor het zelf kunnen opsporen van bommenwerpers.

### Bf 109H
Vanaf 1943 kwam de Bf 109H in productie. Het type was speciaal voor op de grote hoogte ontworpen, omdat de Amerikaanse bommenwerpers die steeds dichter bij huis kwamen op grote hoogte vlogen.  De Bf 109F vormde de basis voor het ontwerp. Het type kreeg langere vleugels, ze werden met 2,15 meter verlengd, en werd aangedreven door een Daimler-Benz DB 601E. Het toestel kon een hoogte van 14.350 m halen en een snelheid van 750 km/u. Bij duikvluchten gaven de lange vleugels echter grote problemen en de productie werd stilgelegd ten gunste van de Focke Wulf Ta 152 H. 
- Bf 109H-0
  - Dit waren omgebouwde F-toestellen van de voorserie. De spanwijdte werd met 2,15 meter verlengd en een Daimler-Benz DB 601E zorgde voor de aandrijving.

- Bf 109H-1
  - Hiervan zijn een aantal gebouwd n.a.v veelbelovende tests. Ze werden getest te Guyancourt. Het bleek echter dat de vleugels grote problemen gaven in duikvluchten en de productie werd stilgelegd ten gunste van de nieuwe Focke-Wulf Ta 152H.

### Bf 109 ‘Kurfürst’
De laatste operationele versie, de Messerschmitt Bf 109K ‘Kurfürst’ kwam in productie in 1944 om beter opgewassen te zijn tegen de zwaarbewapende jagers van de Geallieerden. Het aantal geproduceerde toestellen is onbekend en het type is nauwelijks ingezet in gevechten. De motor in deze toestellen was van het type DB 605D, dat 1973 pk produceerde.
- Bf 109K-0
  - Voorproductie van de K-serie. Aangedreven met een DB605DB.

- Bf 109K-4
  - Dit was een uitvoering van de Kurfürst met een drukcabine.

- Bf 109K-6
  - Dit was een zware jager van de K-4. Het type bezat een 30 mm-kanon in de schroefas, twee 13 mm-kanonnen op de neus en twee 30 mm-kanonnen onder de vleugels. Deze versie kwam pas in dienst in januari 1945.

- Bf 109K-14
  - Van deze versie, voor het eerst in dienst gekomen in de laatste weken van de Tweede Wereldoorlog, zijn nog enkele gemaakt met een DB605L-motor met een vermogen van 1700 pk.

### Bf 109L
De Messerschmitt Bf 109L, ontwikkeld uit de ‘Gustav’, was bedoeld voor de grote hoogte. De oorlog was echter afgelopen voordat dit type ooit geproduceerd kon worden.

## Operationele geschiedenis

### Spaanse burgeroorlog (1936-1939)

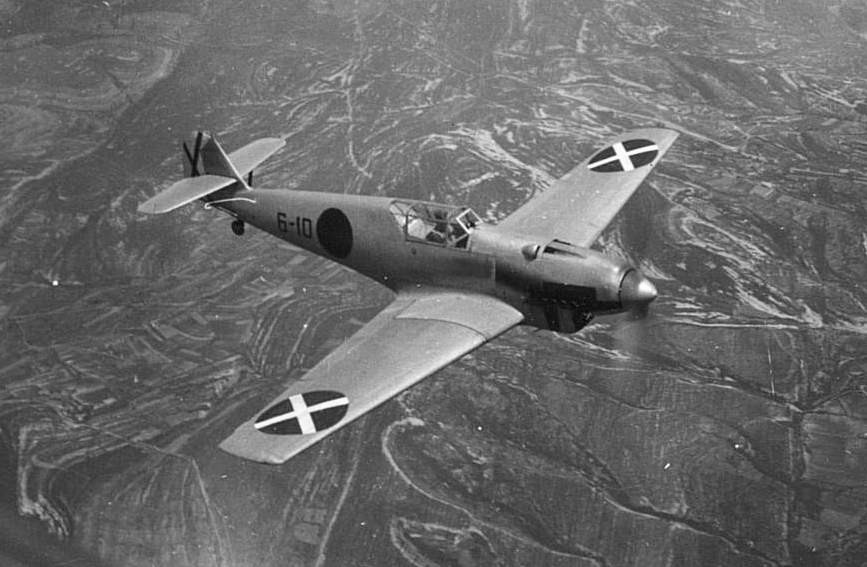
Een Bf 109A van het Condor Legioen tijdens de Spaanse Burgeroorlog (1936–1939)

De allereerste Bf 109’s werden ingezet tijdens de Spaanse Burgeroorlog. De A- , B- , C- , D- en E-varianten van het toestel werden allemaal ingezet aan de kant van het Duitse Condor Legioen. De Bf 109 verving snel de verouderde Heinkel He 51’s, die vaak neergeschoten werden. De tegenstanders, vooral Polikarpov I-15 en I-16’s, maakten geen kans tegen het snelle en wendbare nieuwe type. De Spaanse Burgeroorlog vormde een goede test voor het nieuwe vliegtuig. 136 Bf 109’s werden naar Spanje gestuurd. Na het einde van de oorlog bleven de toestellen in gebruik in Spanje.

### Blitzkrieg (1939-1940)
Tegen het einde van de 1930’er jaren vormde de Bf 109D ‘Dora’ de jachtvliegtuig-ruggengraat van de Luftwaffe. De eerste E-modellen werden gereed gemaakt in het begin van 1939, en de D-variant werd snel vervangen. Tijdens de Blitzkrieg en de invasie van Europa in 1939 bleek het type goed opgewassen tegen bijna alle Europese jachtvliegtuigen van die tijd. Veel landen hadden namelijk nog steeds verouderde tweedekkers in dienst. De Bf 109E was van vitaal belang in het behalen van het lucht- en uiteindelijk ook land- en zeeoverwicht in het begin van de Tweede Wereldoorlog. Een van de essentiële elementen van de Blitzkrieg was de samenspeling tussen lucht- en landaanvallen. De Bf 109 was handig om bommenwerpers neer te halen maar kon ook zelf grondaanvallen uitvoeren.

### Battle of Britain (1940)
Een van de bekendste luchtgevechten waarbij de Bf 109 betrokken was, was de Battle of Britain. Hierin vocht de Luftwaffe tegen de RAF. Het grootste deel van de betrokken Bf 109’s was van het type E-1 en E-4. Op 31 augustus 1940 rapporteerde de Luftwaffe 375 E-1s, 125 E-3s, 339 E-4s en 32 E-7s die klaar waren om ingezet te worden. 
Tijdens de Battle of Britain werd de Bf 109E naast jager ook ingezet als escort voor de Duitse bommenwerpers. Hij werd ook gebruikt als jachtbommenwerper en voor verkenning. Het grootste voordeel dat de Bf 109 had tegenover de Britse Supermarine Spitfire en Hawker Hurricane, was dat het vliegtuig gelijk in een duikvlucht kon gaan, terwijl de Spitfires en Hurricanes van de RAF eerst op de rug moesten rollen, en dan pas naar beneden konden duiken. De Britse toestellen gebruikten namelijk carburateurs waar de Duitse toestellen brandstofgeïnjecteerd waren. Daardoor kon de Bf 109 negatieve g-krachten aan zonder dat de motor uit zou vallen. Als een Spitfirepiloot dit probeerde riskeerde hij motoruitval of erger, serieuze schade aan de motor die werd veroorzaakt doordat de motor als het ware ‘verdronk’ in brandstof.
De Bf 109 was sneller dan de Britse Spitfires en Hurricanes, en het toestel klom ook sneller. De Bf 109 kon ook sneller duiken. De bewapening van de Bf 109 was effectiever dan die van de Spitfire, met twee 7.92 mm-machinegeweren en een 20 mm-kanon tegen 8 .303 inch-machinegeweren. Britse piloten die het toestel uitprobeerden nadat Bf 109’s boven vijandelijk gebied neerstortten vonden de motorrespons goed. Het hanteren van het toestel was intuïtief. Het toestel was alleen minder goed handelbaar op hoge snelheid.
Een van de grote problemen die speelden, waardoor de Duitsers uiteindelijk de Battle of Britain verloren, was de beperkte actieradius van de Bf 109. Het toestel werd veelal ingezet om de Duitse bommenwerpers te beschermen, maar door de actieradius van 663 km hadden de Bf 109’s gemiddeld maar 10 minuten boven het Britse grondgebied, waarna ze moesten terugkeren. Daardoor werd het makkelijker voor de RAF om de Duitse bommenwerperformaties neer te halen. Een tweede probleem dat speelde was de beperkte munitie die het toestel mee kon nemen. Er waren genoeg kogels voor 7 seconden lang schieten. Dat kwam niet handig uit in een luchtgevecht.
Een laatste probleem dat speelde in de Bf 109 was de krappe cockpit. Dit zorgde ervoor dat de stick waarmee het vliegtuig bestuurd werd niet zo ver doorgestoken kon worden en dat er niet zo veel kracht op gezet kon worden, als in een Spitfire.

### Rest van de Tweede Wereldoorlog (1941-1945)
Naarmate de oorlog vorderde bleef de Bf 109 in gebruik. De korte actieradius was aan het licht gekomen tijdens de Battle of Britain, en dus werden veel Bf 109’s uitgerust met afwerpbare brandstoftanks. Toen de oorlog steeds meer in het nadeel van Duitsland beslecht werd, verloor het steeds meer grondgebied aan de Geallieerden. Daardoor konden de Britse en later vooral Amerikaanse bommenwerpers steeds dichter bij Duitsland komen. De viermotorige bommenwerpers en jachttoestellen van de Amerikanen vlogen vaak op grote hoogte, zo’n 7 à 8 km. Daardoor werden er uitvoeringen van de Bf 109 ingezet met drukcabines. De eerste uitvoering daarmee was de Bf 109F-2/Z. De bomaanvallen begonnen ook in de nacht voor te komen. Daardoor werden de Bf 109’s daar ook aan aangepast, met onder andere nieuwe radio’s en eigen radar om bommenwerpers op te kunnen sporen. Doordat het type door de oorlog heen constant werd aangepast bleef het een grote kluif voor de Geallieerden.
Met de Bf 109 zijn meer overwinningen in de lucht behaald dan met andere types. Veel ervan door Duitsland tegen de slecht getrainde en slecht uitgeruste Russen tijdens operatie Barbarossa. Later in de Oorlog kwamen de gevechten steeds dichterbij en uiteindelijk ook boven Duitsland. Daardoor waren er genoeg vliegtuigen om door de Luftwaffe neergeschoten te worden. Dit leidde tot de hoogste scores ooit die door jachtvliegtuigpiloten zijn behaald. 105 Duitse piloten haalden 100 of meer vliegtuigen neer. 13 hiervan hadden er meer dan 200 neergehaald, en twee zelfs meer dan 300. Deze groep alleen al is goed voor 15.000 overwinningen in de lucht. Na de Tweede Wereldoorlog bleef de Bf 109 in dienst bij veel andere landen. Onder meer naar Italië, Hongarije, Finland, Zwitserland, Joegoslavië, Roemenië, Spanje en Japan. In andere landen zijn afleidingen van de Bf 109 gebouwd en in dienst geweest.
Naast het gebruik van de Duitse Luftwaffe is de Bf 109 ook geëxporteerd naar andere landen.

## Buitenlands gebruik

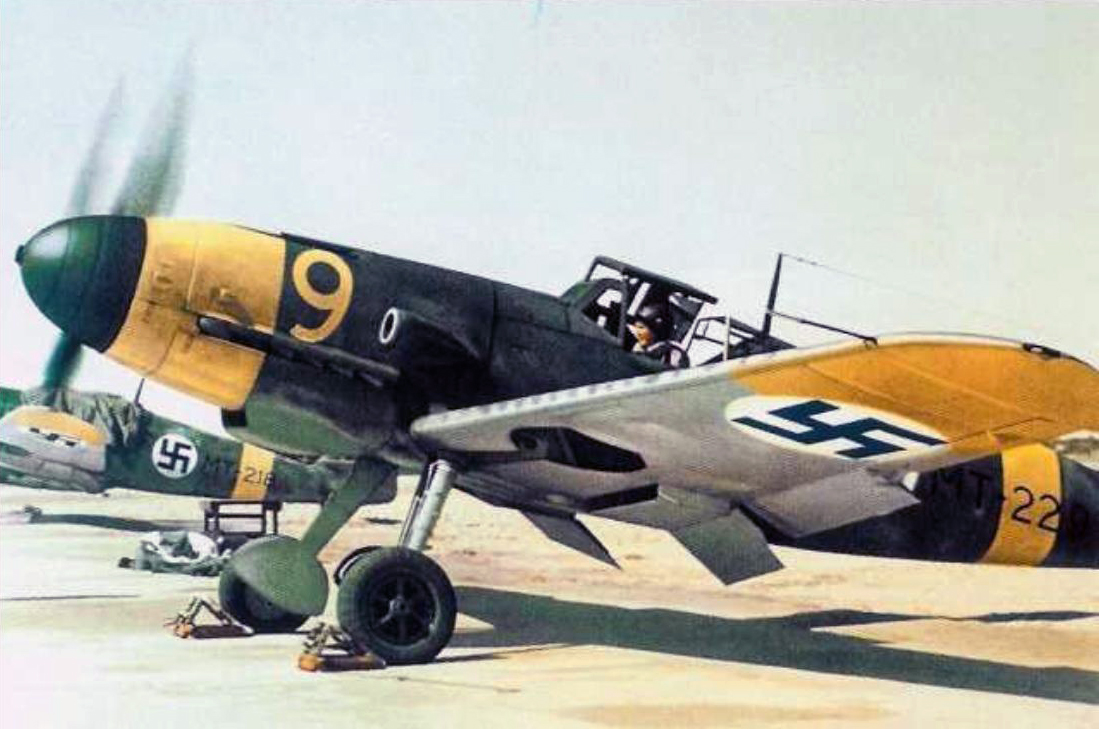
Finse Messerschmitt Bf 109G-2’s

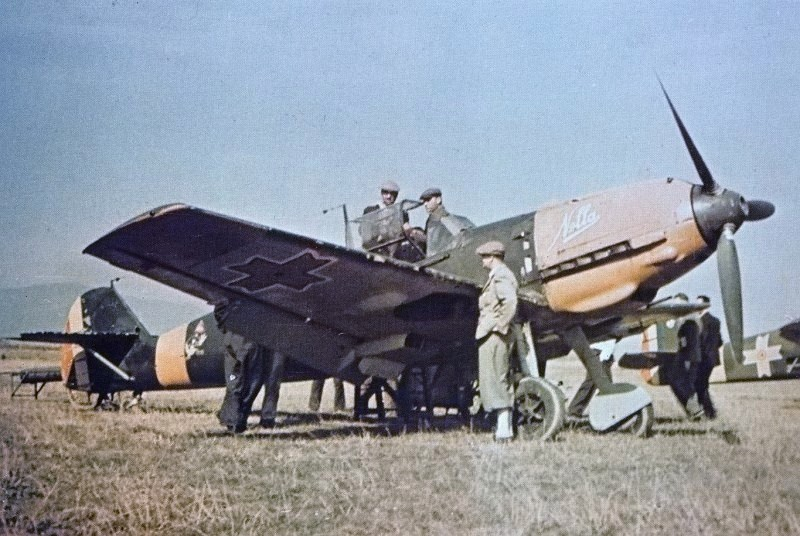
Een Roemeense Bf 109E-4

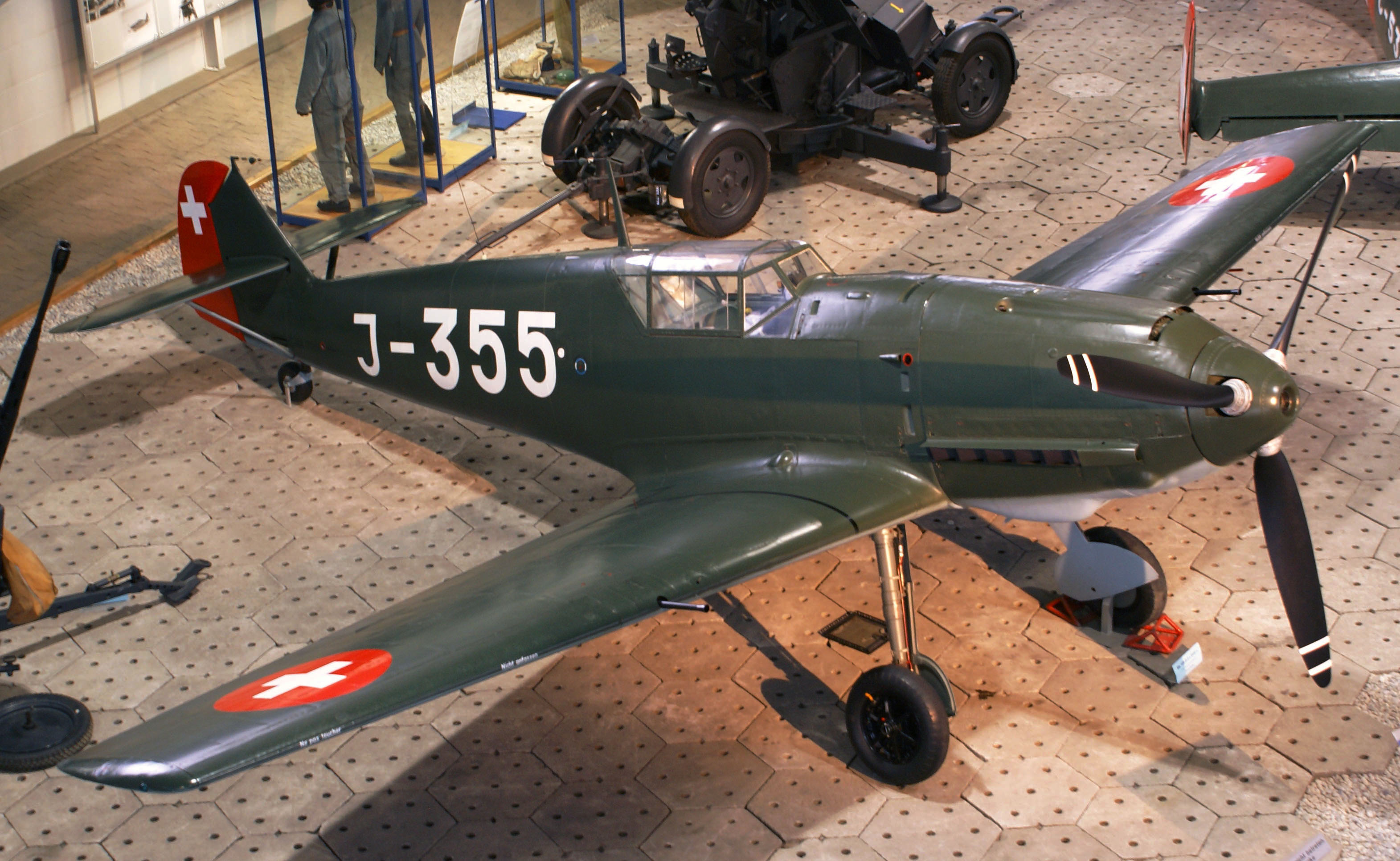
Een Zwitserse Bf 109E-3

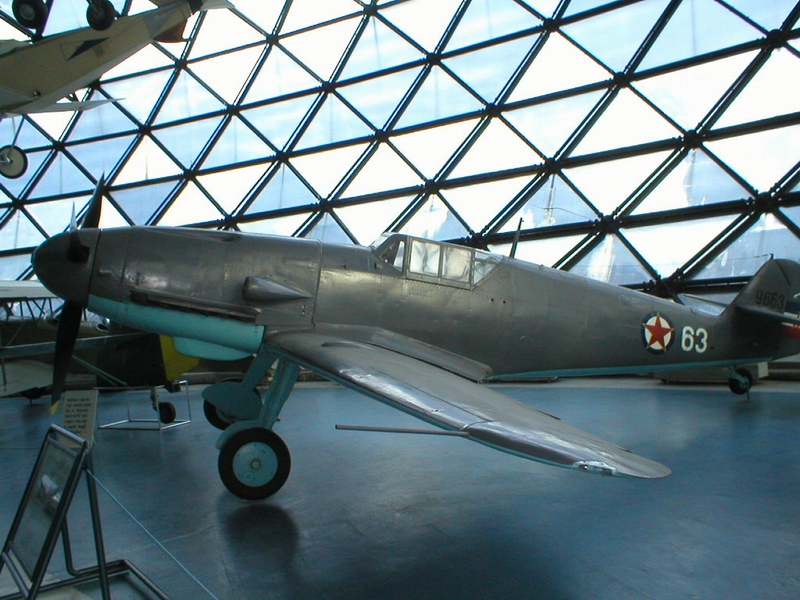
Een Joegoslavische Bf 109G-2

### Italië
Er gingen ongeveer 53 Bf 109’s naar Italië, van november 1942 tot april 1943. Ze werden verdeeld onder de 150° en 3° gruppo, waar de meeste echter vernietigd werden door Geallieerde vliegtuigen.
In 1944 kwamen de Bf 109’s nogmaals in actie in Italië, toen er 51 geëxporteerd werden. De verliezen waren echter hevig en de overwinningen waren schaars.

### Hongarije
De Luftwaffe besloot in oktober 1942 de Hongaarse luchtmacht te versterken met de Bf 109. De geëxporteerde modellen waren van het F- en G-type. De Hongaarse piloten vochten dapper in de Bf 109’s, terwijl ze meestal zwaar in de minderheid waren tegen de Russische luchtmacht. De resultaten varieerden sterk. Zo schoot het Hongaarse 101e ofwel ‘Red Pumas’ tussen mei en augustus 1944 15 Amerikaanse P-51’s, 33 P-38’s en 56 viermotorige bommenwerpers neer. De verliezen waren ook zwaar aan de eigen kant: 18 piloten waren neergeschoten. Maar in maart 1945 waren er door de Hongaarse piloten 26 Russische vliegtuigen neergeschoten, zonder eigen verliezen. Tegen het einde van de oorlog werden de Hongaarse Bf-109’s vooral gebruikt voor verkenningen en grondaanvallen.

### Finland
159 vliegtuigen werden in maart 1943 in dienst genomen bij de Finse luchtmacht. De Bf 109 kreeg in Finland in de volksmond de naam ‘Mersu’. De Bf 109 werd door Finland ingezet tijdens de Vervolgoorlog. De Finnen behaalden 667 overwinningen met de Bf 109. 34 werden er neergeschoten. Na de oorlog bleef de Bf 109 in dienst bij de Finnen, tot 1954.

### Zwitserland
Zwitserland kreeg voor de oorlog 90 Bf 109’s van Duitsland. Tijdens de oorlog kregen ze sporadisch nog meer in handen, in ruil voor de vernietiging van een geheime Messerschmitt Bf 110G die in Zwitserland gecrasht was. Tijdens de oorlog vochten Zwitserse piloten tegen Duitse vliegtuigen die het Zwitserse luchtruim betraden. Omdat de Duitsers met hetzelfde model vlogen, werden de Zwitserse vliegtuigen met rode en witte strepen geverfd om verwarring te voorkomen.

### Joegoslavië
Gedurende de late 1930’er jaren begon Joegoslavië een ambitieus project om de Joegoslavische  luchtmacht te moderniseren. Het ontving 83 Bf 109E-3’s in het voorjaar van 1939. De piloten in het land waren echter niet blij met het toestel omdat er veel mechanische problemen kwamen, door een gebrek aan reserveonderdelen. Een ander nadeel was het nauwe landingsgestel. Het zorgde voor veel crashes bij het opstijgen en landen met de Bf 109. Op 6 april 1941, toen Duitsland en bondgenoten Joegoslavië binnenviel had de Vazduhoplovstvo Vojske Kraljevine Yugoslavije (VVKJ - Koningklijke Joegoslavische Luchtmacht) 54 Bf 109’s in dienst. Na het onderwerpen van Joegoslavië had de nieuwe Joegoslavische luchtmacht enkele tientallen Bf 109’s in dienst.

### Roemenië
De Roemeense luchtmacht ontving 50 Bf 109E-3/E-4’s. De Roemeense piloten bleken effectief in het neerhalen van Russische toestellen. Uiteindelijk moesten de Roemeense piloten het zelfs tegen andere Bf 109’s opnemen, toen ze in 1944 geforceerd van zijde wisselden, en nu bij de Geallieerden hoorden.

### Spanje
De Spanjaarden ontvingen Bf 109’s van Duitsland. Een aantal Spaanse piloten waren zelfs redelijke azen. De Spaanse piloten scoorden in totaal 159 overwinningen tegen Russische vliegtuigen.

### Japan
Er werden 5 Bf 109’s naar Japan gestuurd, maar de Japanners waren eigenlijk alleen geïnteresseerd in de motor van het type.

## Specificaties (Bf 109G-6)

### Algemene specificaties
- Bemanning: 1
- Spanwijdte: 9,92 m
- Lengte: 9,04 m
- Hoogte: 2,59 m
- Vleugeloppervlakte: 16,17 m²
- Leeggewicht: 2676 kg
- Maximaal gewicht: 3402 kg
- Aandrijving: 1 x Daimler Benz DB 605A-1 met een vermogen van 1475 pk

### Prestaties
- Maximale snelheid: 623 km/u
- Actieradius: 700 km, 1000 km met afwerpbare brandstoftank
- Dienstplafond: 11600 m
- Klimsnelheid: 17 m/s

### Bewapening
- Boordgeschut:
  - 2 x 13 mm gesynchroniseerde MG 131-mitrailleurs met 300 patronen en
  - 1 x 20 mm MG 151/20-kanon met 200 patronen

Of
- 2 x 13 mm gesynchroniseerde MG 131-mitrailleurs met 300 patronen en
- 1 x 30 mm MK 108-kanon met 65 patronen

Optioneel
- 2 x 20 mm MG 151/20-kanonnen in gondels onder de vleugels

- Raketten: 2 x 21 cm Wfr. Gr. 21-raketten
- Bommen: 1 x 250 kg bom of 4 x 50 kg bommen of 1 x 300 liter afwerpbare brandstoftank

## Meer afbeeldingen

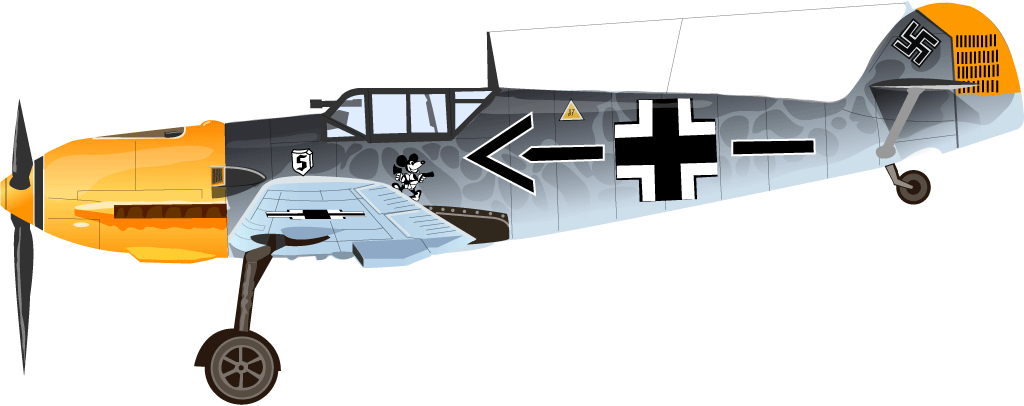
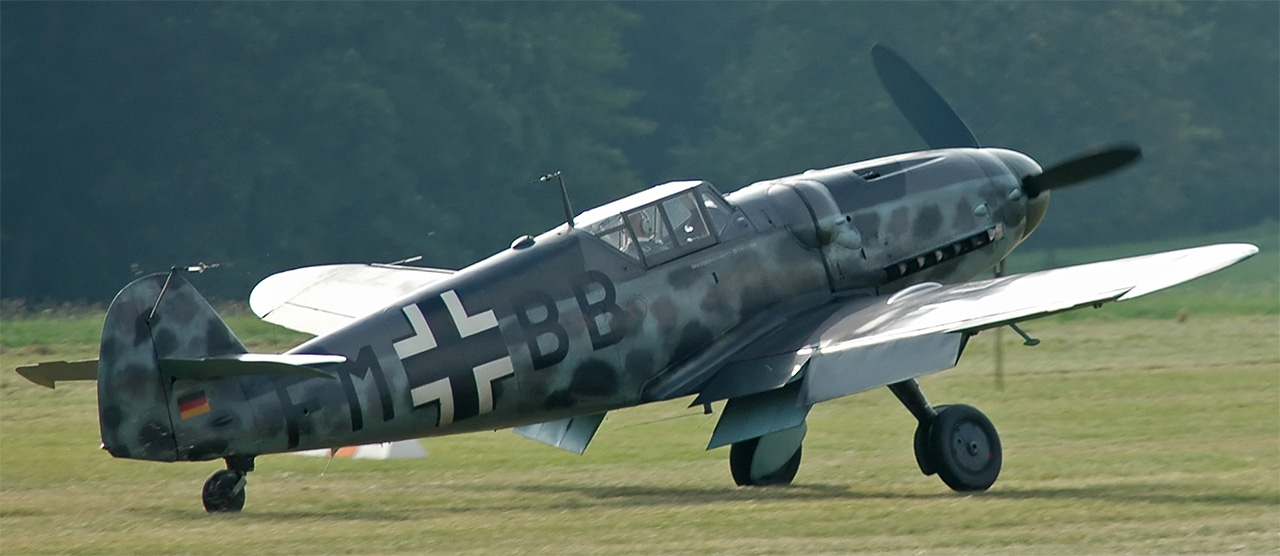